# Iginio Straffi
Iginio Straffi (* 30. května 1965) je italský výtvarník a tvůrce animovaného seriálu Winx Club.

## Život
Začínal jako tvůrce komiksů. Roku 1995 založil vlastní studio animovaného filmu Rainbow. Jeho prvním vlastním produktem byl seriál Tommy a Oscar. Roku 2004 ve studiu vznikl jeho nejúspěšnější produkt, animovaný seriál Winx Club, který dosáhl světového věhlasu, byl vysílán ve 130 zemích, včetně České republiky (v pořadu Animáček ho vysílá TV Barrandov, dále ho vysílá i televize Prima). Winx Club, pojednávající o skupině víl -teenagerek, které chrání magický vesmír, se dočkal i tří celovečerních filmů.
K dalším Staffiho seriálům patří Prezzy a Monster Allergy. Stal se též koproducent dalšího světoznámého animovaného seriálu Huntik.Jeho novým seriálem bude od roku 2016 seriál Regal academy ve kterém bude hlavní postavou popelka rose